# Eduskuntatalo
El Parlamento de Finlandia en finés: Eduskuntatalo  o en sueco: Riksdagshuset, es el edificio en el que se reúne el Parlamento de Finlandia. Se localiza en la ciudad de Helsinki, capital de Finlandia.

## Historia
En 1923 se llevó a cabo una competencia para escoger la nueva sede del Parlamento. Arkadianmäki, una colina junto a lo que ahora es Mannerheimintie, fue escogida como el mejor sitio.
La competencia arquitectónica, que fue llevada a cabo en 1924, fue ganada por la firma Borg Sirén Åberg con una propuesta llamada Oratoribus (en latín, "para los oradores"). Johan Sigfrid Sirén (1889–1961), quien fue el principal responsable de la preparación del proyecto, fue el encargado de elaborar del diseño de la sede del Parlamento de Finlandia. El edificio se construyó entre 1926 y 1931, y fue oficialmente inaugurado el 7 de marzo de 1931. Desde entonces, y especialmente durante la Guerra de Invierno y la Guerra de Continuación, ha sido escenario de momentos clave en la historia política del país

## Características
La Parlamento de Finlandia fue diseñada en un estilo clásico de los años 1920. El exterior está hecho con granito rojizo de Kalvola. La fachada tiene catorce columnas en estilo corintio.
El edificio tiene cinco pisos, de los cuales cada uno es único. Los pisos están conectados por unas escaleras de mármol blanco y unos famosos elevadores paternoster. Los atractivos más importantes para los visitantes son el vestíbulo principal, la majestuosa Sala de Sesiones y el impresionante Salón del Estado.
Sumas notables posteriores a la construcción son el anexo a la biblioteca completado en 1978, y un edificio separado de oficinas cuya necesidad fue objeto de cierta controversia, completado en 2004.

### Primer piso
El primer piso contiene el vestíbulo principal, los cuartos de recepción para los Representantes, la sala de prensa, el Servicio de Información, la Oficina de Documentos, el centro de mensajeros, el cuarto de copiado, el restaurante y cuartos de funciones separadas. A ambos extremos del vestíbulo están las escaleras de mármol que llevan hasta el quinto piso.

### Segundo piso

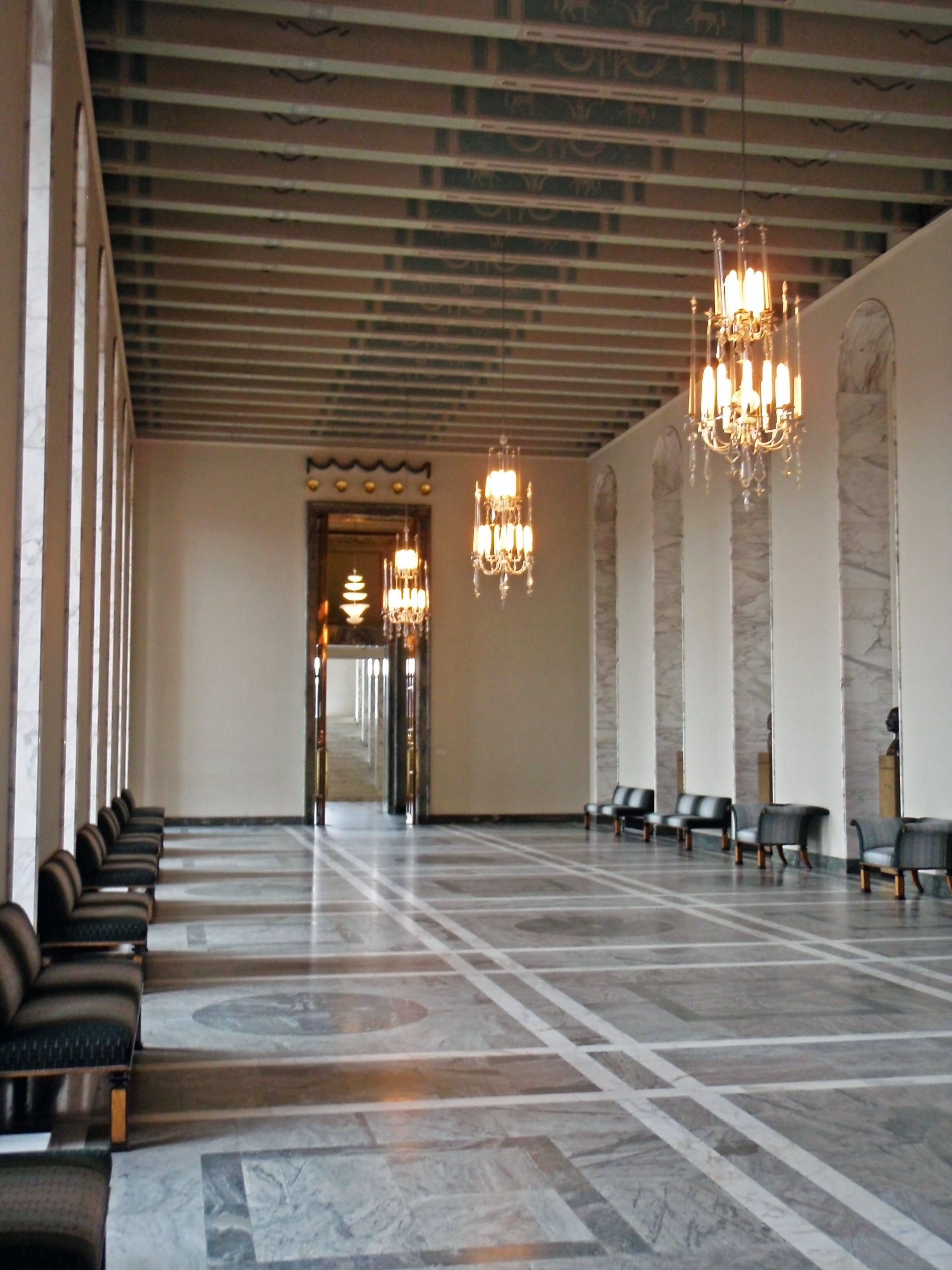
El salón de estado

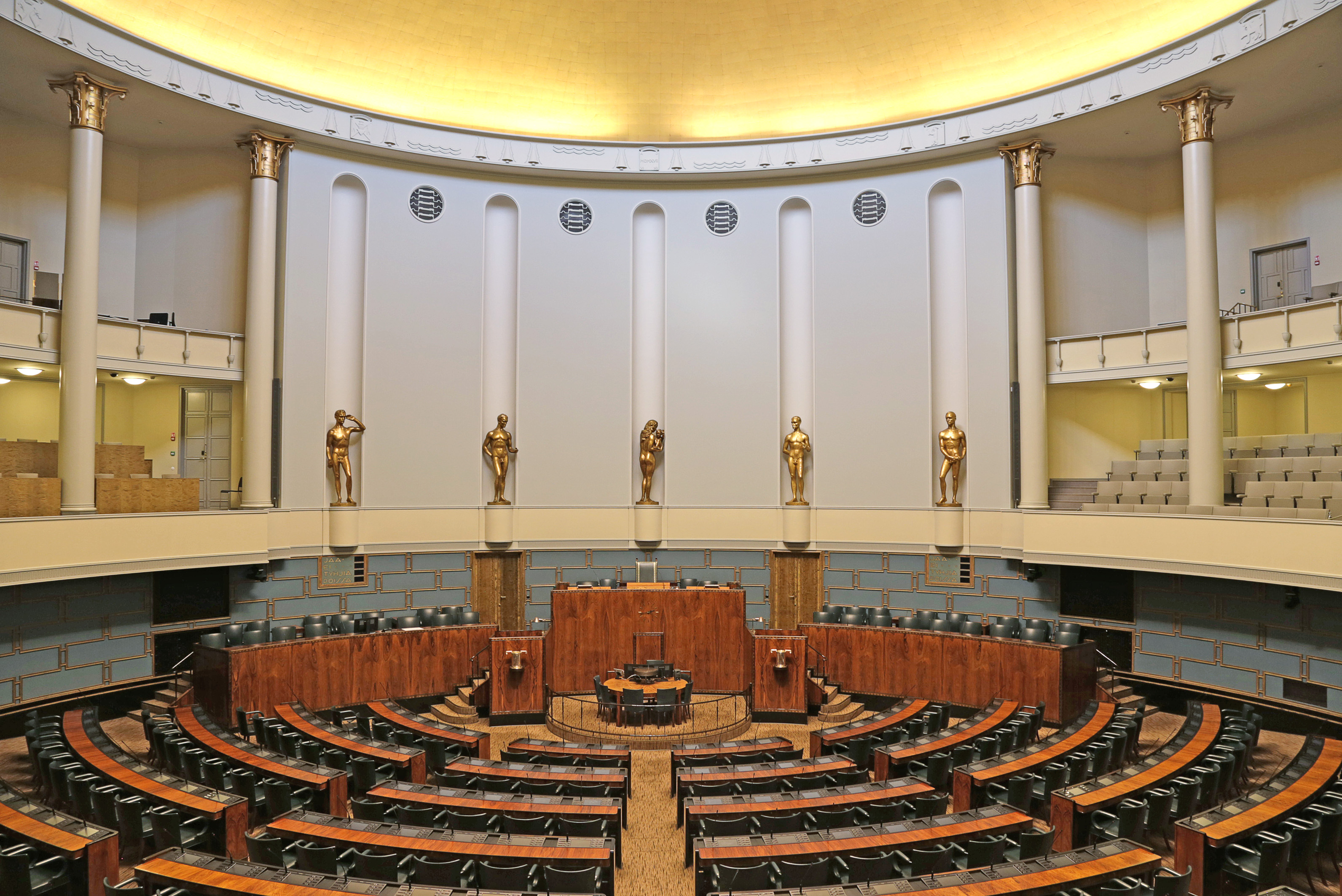
La sala de sesiones

El segundo piso o piso principal está centrado alrededor de la Sala de Sesiones. Sus galerías tienen asientos para el público, los medio de comunicación y diplomáticos. También localizado en este piso, se encuentra el Salón de Estado, el Corredor de los Representantes, el Corredor de Gobierno, la cafetería y cuartos de funciones adyacentes.

### Tercer piso
El tercer piso incluye facilidades para la Unidad de Información y los medios de comunicación. Provee acceso directo hacia la galería de prensa con vista a la Sala de Sesiones. Algunos cuartos de comité también se encuentran en este piso.

### Cuarto piso
El cuarto piso esta reservado para los comités. Sus cuartos más grandes son el Cuarto del Gran Comité y el Cuarto del Comité de Finanzas. 

### Quinto piso
El quinto piso contiene cuartos de reuniones y oficinas para los grupos parlamentarios. Otras oficinas adicionales para los grupos parlamentarios se ubican en el sexto piso, junto con algunas facilidades para los medios de comunicación.